# SIG SG 516突擊步槍
SIG SG 516是一系列由西格&紹爾開發的縮短版本突擊步枪／卡賓槍／半自動步枪，在2010年SHOT Show（美國著名槍展）上首次亮相。該槍是以較早期型5.56毫米口徑AR-15和M16為藍本，主要發射5.56×45毫米北約口徑制式步枪子彈，亦有些型號發射7.62×39毫米苏聯口徑（M43）和.300 AAC BLK（7.62×35毫米）口徑的步槍子彈。

## 歷史
西格&紹爾公司的前身瑞士軍工是瑞士最大的輕武器製造公司，瑞士軍隊裝備的SIG SG 550系列突擊步槍是該公司的明星產品。但SG 550系列在瑞士以外並沒有更廣泛的市場，只有少量特種部隊和特種警察裝備。負責美國市場而於當地成立的SIGARMS，後來成為西格&紹爾，德國L＆O Holding收購瑞士軍工後，亦將美國的西格&紹爾納入為其子公司，美國的西格&紹爾主要生產步槍及部分手槍產品，德國部門則主要負責生產手槍，西格&紹爾在2020年6月結束德國工廠，產品集中在美國製造。
自2007年到2010年的這4年裡，西格&紹爾美國分公司一直面向美國市場推陳出新，除了主要產品――SIG P系列手槍以外，公司還研發了專門針對美國市場的SIG SG 556系列突擊步槍／卡賓槍。SIG SG 556系列由採用AK核心部件的SIG SG 550突擊步槍所改進而來，包括SIG SG 556基本型及SIG SG 556經典型。前者為進入美國市場，採用許多美國本土零件，如AR系的槍機系統（但仍採用AK系活塞式導氣系統）、槍托等，外觀看起來有些不倫不類；後者為迎合美國市場上“西格迷”的需求，仍採用前者的槍機系統及活塞導氣系統，但在外形上完全回歸了SG 550，可說是“SG 550的外衣包裹著AR系列的核心”。西格&紹爾美國分公司雖然在迎合消費者心理方面下了不少功夫，但並未在美國市場上引起大的反響，銷售情況也並非很理想。而結果亦很明顯：投放市場兩年以後宣布下架。
為了能夠真正融入美國市場，公司認為外形及操作習慣需更向AR系列步槍靠攏。明確了這個目標後，2010年，西格&紹爾美國分公司在SIG SG 556基礎上推出了外形及內部機構更向AR系列步槍靠攏的SIG SG 516系列步槍，藉以希望能佔有更大的市場份額。該槍仍然採用活塞式導氣系統，但在外形及內部結構（除導氣系統與氣體調節器外）上，已經達到“AR化”了。SIG SG 516系列步槍包括巡邏型、精確射手步槍型、基本巡邏型、運動型、個人防衛武器型、近身距離作戰型及戰術巡邏型，共計7款。
2015年，西格&紹爾再推出該槍的最新改進型G2系列（SG 516 G2）。改進之處在於原來採用四面（頂部、左右兩側和下方）皆具有整體式MIL-STD-1913戰術導軌的護木，改為僅在頂部整合導軌的輕型護木，左右側和底部都具有KeyMod或M-LOK附件安裝界面系統，在需要時才藉以加裝一小段導軌或直接用以裝上戰術附件。
兩者雖然質量上乘，但在美國市場，活塞導氣式版本的M16系步槍所佔份額畢竟有限。結果在2019年，SIG SG 516停產收場。

## 設計細節

### 操作機構
SIG SG 516是一枝半自動槍械及多種口徑的步槍，擬於民用和執法市場上使用。同一系列還包括擊發調變“突擊步槍”，嚴格地旨在執法和軍事用途。SIG SG 516系列步槍雖然是以閉鎖式槍機射擊，並且採用新型的短行程活塞傳動型氣動式自動操作方式，但並不是照搬SIG SG 556系列的活塞設計，而是重新設計了一款新型活塞系統。由導氣活塞推壓槍機機框向後運動，並且由復進簧向前返回及鎖定到位。在這段過程中會將下一發子彈裝填上膛。SIG SG 516具有一個4段式氣體調節器，可以讓使用者選擇引導到活塞的高壓火藥燃氣量。這是為了在所有環境不利的條件下，或是裝上消聲器的使用上維持其可靠性而使用。

#### 一體式活塞
由於SIG SG 516系列步槍推出時間比較晚，因此西格&紹爾公司的設計師得以目睹了其他廠商將活塞導氣方式運用到AR系列產品上所出現的各式問題，並且重新設計出一個能夠減少磨損的活塞系統。其一體式活塞採用鋼製，並在表面上塗有防腐材料。活塞上帶有排氣的小孔，用以排除多餘的火藥燃氣。活塞上還設有緩衝簧，用以減輕活塞的衝擊，有利於延長其使用壽命。氣體調節器的尾部插入活塞的前部，擊發子彈以後，高壓火藥燃氣經導氣箍、氣體調節器，向後推動活塞，帶動槍機機框、槍機後座，完成抽殼、拋殼等機構動作。

#### 氣體調節器
SIG SG 516系列步槍上的氣體調節功能與SIG SG 556系列步槍上的氣體調節功能並不一樣，而是實現了更細化。
SIG SG 516系列步槍的氣體調節器設有4檔，第1檔為普通檔，適用於所有常用彈藥，比如：.223 Remington子彈和5.56×45毫米北約口徑制式子彈；第2檔導氣量比較大，適合比較“髒”的彈藥，或是步槍掉落泥土以後沒有進行及時清理的情況；第3檔是專為加裝消聲器而設計的，為西格&紹爾美國分公司專門面對軍用市場而設計的；第4檔為關閉導氣孔狀態，這時的SIG SG 516系列步槍就變身成一枝靠手動上膛的單發步槍，此時雖然射速較慢，但可將其精度提高到最佳。
氣體調節器用螺紋固定在導氣箍上，需要清理時，可以直接用手或者子彈彈尖將氣體調節器擰下。

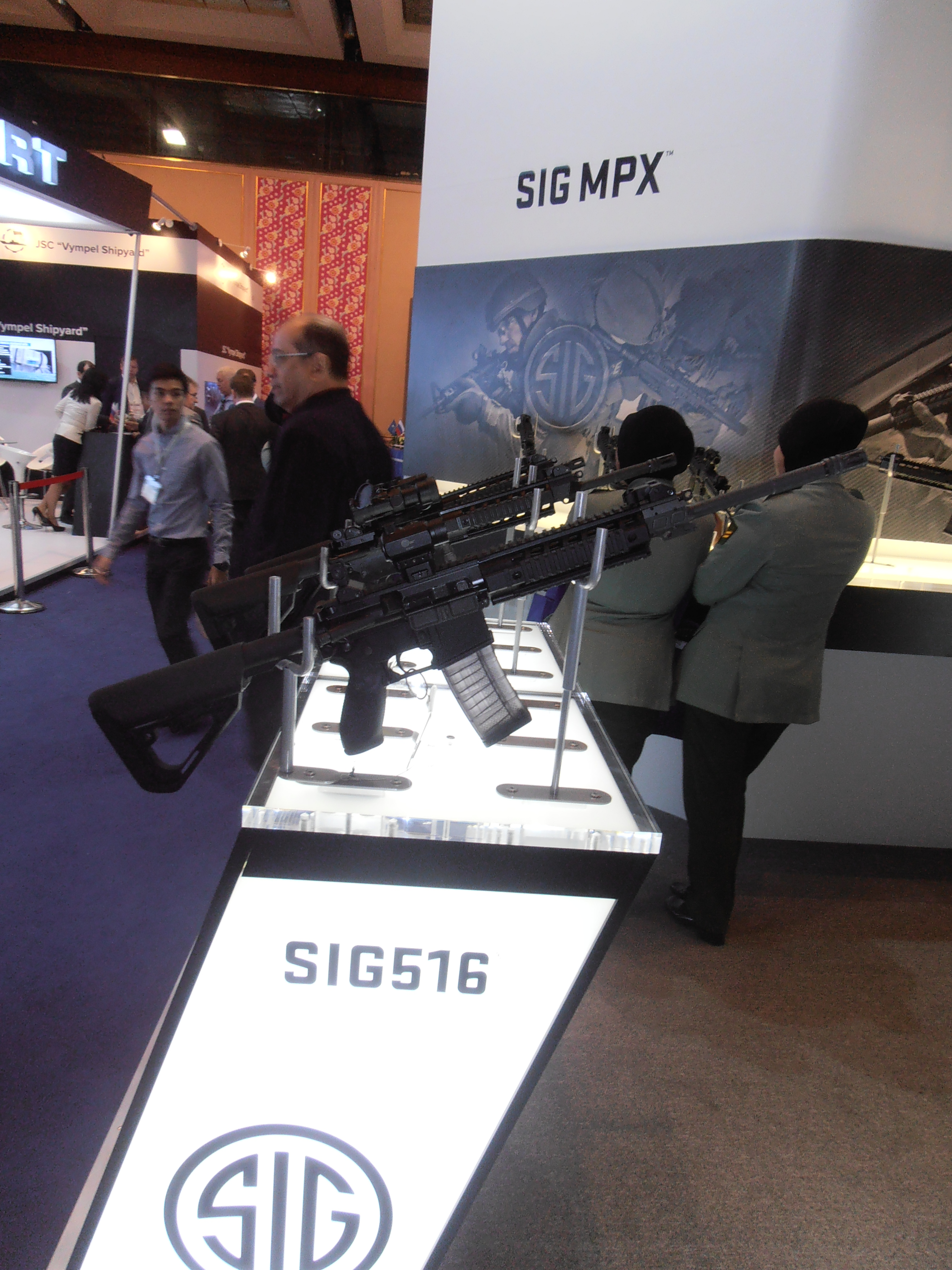
SIG SG 516巡邏型突擊步槍。

### 功能
為了符合人體工程學，SIG SG 516在AR-15式步槍之上進行了構圖。保險桿安裝在槍身左側、手槍握把上方，可以由射擊手的拇指來操作使用。除了特等射手型以外，所有SIG SG 516型號都配有一根由自由浮動式MIL-STD-1913戰術導軌護木所籠罩的406.4毫米（16英吋）槍管，以及由西格&紹爾公司翻轉式後備機械瞄具。SIG SG 516是以擊錘擊發，而除了SG 516精密神射手型具有兩道火扳機外，其他所有型號則具有軍用規格的一道火扳機。

#### 導氣箍
另外，與SIG SG 556系列不同的是，SIG SG 516系列步槍不再採用導氣箍與準星一體式設計，而是在導氣箍頂部設計了一段導軌，這段導軌上除了可加裝準星以配合翻轉式照門使用，機匣頂部也設有一段導軌，可加裝光学瞄准镜。導氣箍的外形也有兩種設計，一種是“全封閉式”，還有一種是兩側帶有很大的開槽，除了減輕質量外，外形也更具美感。導氣箍整合了一個可調節的氣體調節器。導氣箍下方帶有可以安裝槍背帶環的預留位置。

#### 槍口消焰器
SIG SG 516系列步槍與其他AR產品一樣，槍口採用M16A2式標準的鳥籠式消焰器。

#### 供彈方式
5.56×45毫米北約口徑子彈的SIG SG 516型號可接受AR-15風格的可拆卸式STANAG彈匣。相容STANAG彈匣的彈匣插槽可以選用裝上5、10、20、30、40發等多種容量及材質的彈匣，甚至100發可拆卸式C-Mag彈鼓。
SG 516俄羅斯型步槍必須使用不同的彈匣，因為它們是發射7.62×39毫米蘇聯口徑M43子彈。SG 516俄羅斯型使用專為7.62×39毫米口徑AR-15步槍彈匣，因此SG 516俄羅斯型在外觀上除了彈匣不同以外，基本上與AR系列步槍没有區別。由於7.62×39毫米M43子彈的彈殼錐度較大，導致彈匣的弧度較大，由此構成了SG 516俄羅斯型與AR系列在外觀上的標誌性區別。

#### 槍機後定
SIG SG 516系列步槍亦具有槍機後定功能，當發射彈匣以內最後一發子彈以後，槍機保持開放裝置會鎖定槍機機框組件並且將其固定在後以保持開放，這時只要按下位於機匣左側的槍機釋放槓桿即可釋放槍機。可替換地，一個左撇子射手可通過向後拉動拉機柄一段很短的距離以釋放槍機。

#### 手槍握把和槍托
SIG SG 516系列步槍的手槍握把和槍托都是馬格普工業公司（英語：Magpul）所製造。尤其在槍托方面，除了精密神射手型配用馬格普公司的固定及精密可調節式槍托以外，其他型號都採用Magpul CTR可伸縮式鏤空槍托。這種風格的槍托具向前和向後共6段位置。緩衝管區域下方的彈簧支撐式釋放槓桿會自動鎖定到每一個位置。

#### 其他特色
除基本巡邏型外，其他型號均採用平頂式機匣設計。上機匣、下機匣和護手均採用7075-T6高強度鋁合金製造，表面進行了陽極电镀處理。
槍機採用AR-15系列步槍的槍機，並且為了配合活塞導氣式設計，而將槍機機框結構進行了適當改進。
516巡邏型為黑色機身，而516巡邏沙色型和SG 516巡邏橄欖綠型都是以Cerakote氮化表面轉換處理來變成各自的顏色。
西格&紹爾美國分公司還推出了上機匣一體式組件，可與任何一款AR-15系列步槍下機匣配合使用。

## 用戶

### 歐洲
- 英国
  - 倫敦都市警部特種槍械司令部[12]
  - 西米德蘭郡警察（英语：West Midlands Police）
- 瑞士
  - 特警單位[13]
- 塞爾維亞
  - 塞爾維亞警察反恐部隊（英语：PTJ (Counter-Terrorist Unit)）[14]
- - 喬治亞內務部（英语：Ministry of Internal Affairs of Georgia）[15]
  - 喬治亞特種作戰部隊（英语：Georgian Special Operations Forces）[16]
- 馬爾他
  - 馬耳他警察部隊（英语：The Malta Police Force）
- 科索沃
- 乌克兰
  - 烏克蘭安全局
  - 烏克蘭武裝部隊

### 美洲
- 加拿大
  - 加拿大特種作戰部隊司令部[17]
- 美国
  - 部份地方警察局的特種武器和戰術部隊
- 墨西哥
  - 聯合特種作戰司令部（英语：Fuerza Especial Conjunta）
  - 墨西哥海軍步兵（英语：Naval Infantry Force）[18]
- 阿根廷

### 亞洲

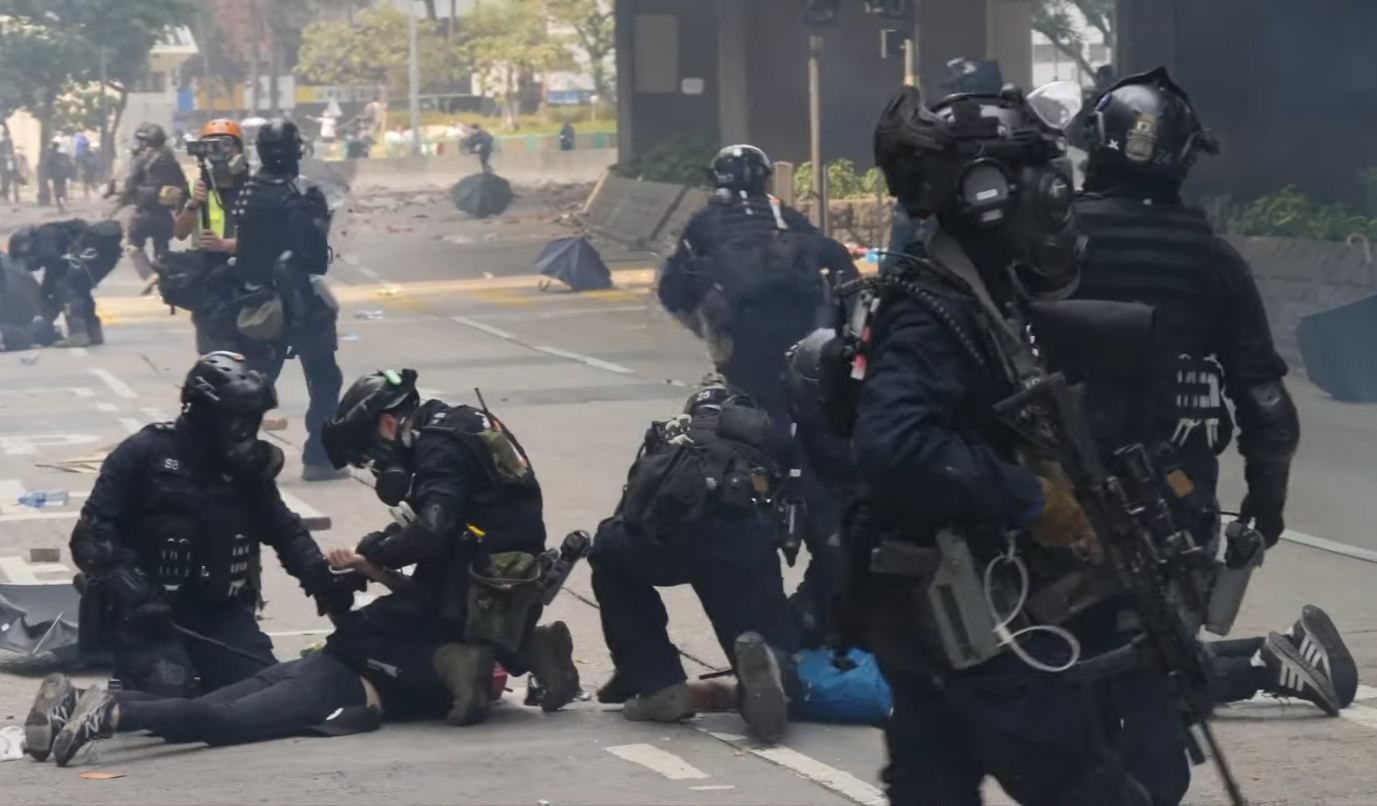
反送中運動期間制服示威者的特別戰術小隊警員，其中一人手持SIG 516 16英寸槍管型

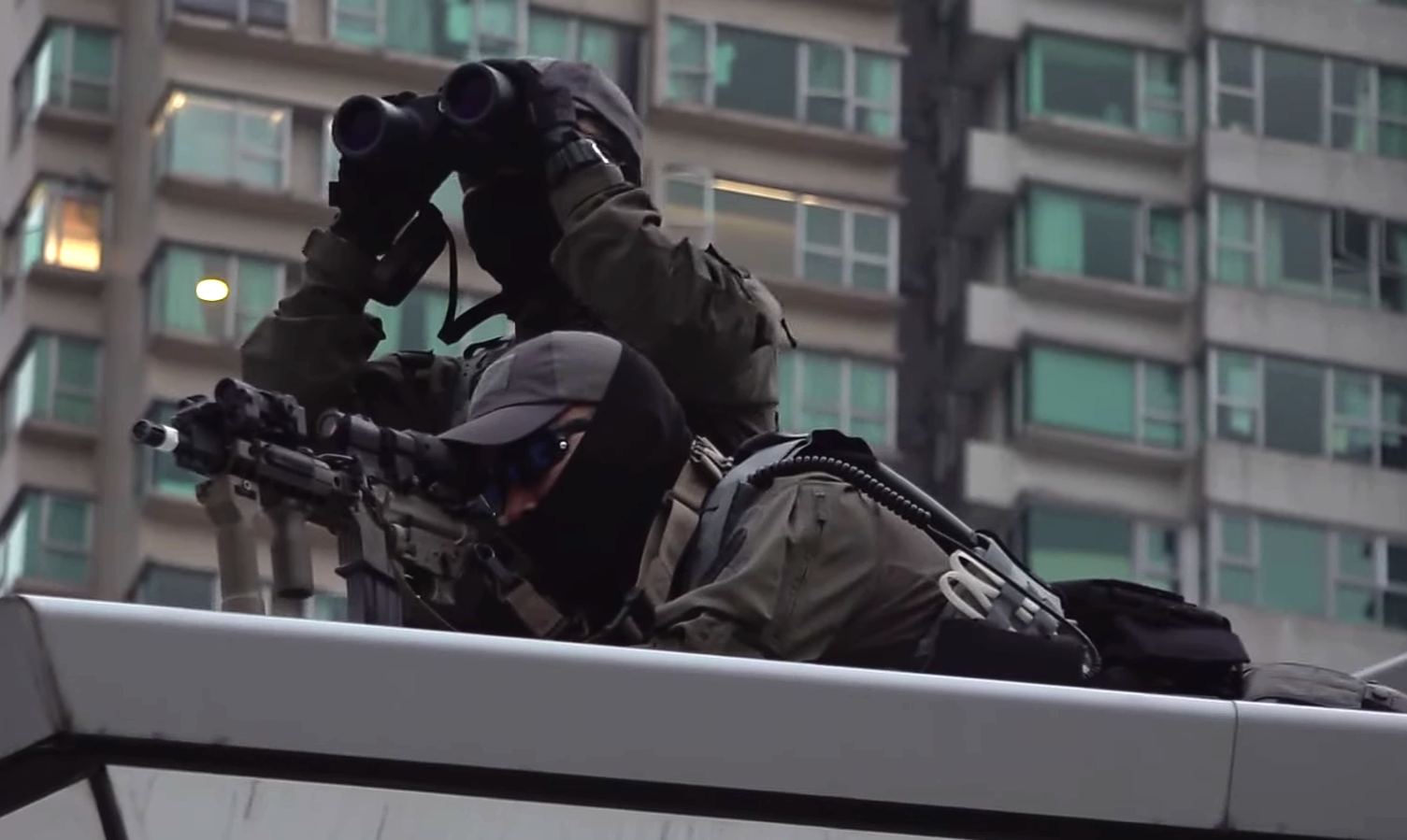
反恐特勤隊裝備的SIG 516 10英寸槍管型

- 香港：最早於2015年引進，採用卡其色10英寸、黑色10英寸及黑色16英寸槍管型，為特別任務連和反恐特勤隊的主力步槍。美國在2020年6月29日宣布禁止向香港輸出軍事裝備[19]，並在2021年1月2日通過的《國防授權法案》對香港警察實施制裁[20]，香港警隊雖已落訂單欲增購1,000支SIG SG 516及SIG MPX，但訂單因美國制裁影響而遭到廠方直接取消訂單[21]。
  - 香港警務處
    - 特別任務連
    - 反恐特勤隊[22]
    - 鐵路應變部隊
    - 跟蹤支援隊
    - 小艇分區
    - 特別戰術小隊[23]
- 中華民國：採用G2改進型。
  - 維安特勤隊[24]
- 大韓民國
  - 大韓民國海軍特戰戰團
- 马来西亚
  - 馬來西亞陸軍特勤組（英语：Grup Gerak Khas）
- 新加坡
  - 新加坡警察海岸保衛處（英语：Police Coast Guard (Singapore)）
  - 保護安全司令部
- 印度尼西亞
  - 印度尼西亞國家武裝部隊特種部隊採用G2改進型[25]。
- 泰國
  - 泰國皇家陸軍特種作戰司令部（英语：Royal Thai Army Special Warfare Command）
  - 泰國海軍特種作戰司令部（英语：Naval Special Warfare Command (Thailand)）
- 印度
  - 訂購72,400支SIG716i的訂單。
    - 2019年12月，第一批10000支步槍交付給印度陸軍北方司令部[26]。
    - 2020年7月SIG Sauer確認了另外一批的72,000支步槍訂單[27][28]。
    - 第二批72,000支突擊步槍的訂單將在第一批交付後到來[29]。
    - Sig Sauer確認第一批訂單已經完成交付[30]。
- 土耳其
  - 土耳其警察特別行動部（英语：Police Special Operation Department）[31]
  - 警察反击队[32]
- 阿联酋
  - 阿聯酋陸軍（英语：United Arab Emirates Army）

### 非洲
- 埃及
  - 埃及快速部署部隊（英语：Rapid_Deployment_Forces_(Egypt)）[33]
  - 海軍El-Sa'ka Forces（英语：El-Sa'ka Forces）[34]

## 資料來源
1. 1 2 3 4 5  .   [17 February 2014]. （原始内容存档于2014-02-26）.
2. 1 2 3 4 5  .   [17 February 2014]. （原始内容存档于2014-02-26）.
3. 1 2 3 4 5  .   [17 February 2014]. （原始内容存档于2014年2月26日）.
4. 1 2 3 4 5  .   [1 September 2015]. （原始内容存档于2015-09-05）.
5. 1 2 3 4 5  .   [1 September 2015]. （原始内容存档于2015-09-05）.
6. 1 2 3 4 5  .   [17 February 2014]. （原始内容存档于2014-02-26）.
7. 1 2 3 4 5  .   [17 February 2014]. （原始内容存档于2014-02-26）.
8. 1 2 3 4  .   [1 September 2015]. （原始内容存档于2015-09-05）.
9. ↑  .   [9 February 2012]. （原始内容存档于2011-12-10）.
10. ↑  . DW News. 2020-06-04  [2020-06-17]. （原始内容存档于2020-06-17）.
11. ↑  .   [16 January 2013]. （原始内容存档于2012-12-26）.
12. ↑  .   [2015-08-03]. （原始内容存档于2015-08-03）.
13. ↑  . Aargauer Zeitung. 12 January 2016  [4 April 2021] （德语）.
14. ↑  .   [2015-02-24]. （原始内容存档于2015-02-24）.
15. ↑  .   [2015-08-03]. （原始内容存档于2014-05-29）.
16. ↑  . Geo-army.ge.   [2017-06-25]. （原始内容存档于29 May 2014）.
17. ↑  . 10 December 2020  [2022-05-04]. （原始内容存档于2021-04-13）.
18. ↑  .   [18 July 2018]. （原始内容存档于17 July 2018）.
19. ↑  . BBC. 2020-07-07  [2020-08-03]. （原始内容存档于2021-04-18）.
20. ↑  . 立場新聞. 2021-01-02  [2021-03-23]. （原始内容存档于2021-01-17）.
21. ↑  . 蘋果日報. 2021-02-15  [2021-02-28]. （原始内容存档于2021-02-14）.
22. ↑  . HK01. 2017年2月28日.
23. ↑  NPA 署長室. .
24. ↑  . www.shephardmedia.com.   [2022-04-06] （英语）.
25. ↑  . Times of India. 2019-12-11  [2019-02-28]. （原始内容存档于1 March 2019） （加拿大英语）.
26. ↑  Singh Negi, Manjeet. . India Today. July 12, 2020  [2020-07-12]. （原始内容存档于2022-04-19） （英语）.
27. ↑  Moss, Matthew. . thefirearmblog.com. July 14, 2020  [July 14, 2020]. （原始内容存档于2020-07-14）.
28. ↑  . 12 July 2020  [2022-05-04]. （原始内容存档于2022-01-28）.
29. ↑  . 16 July 2020  [2022-05-04]. （原始内容存档于2022-01-28）.
30. ↑  .   [2014-08-06]. （原始内容存档于2014-03-25）.
31. ↑  . Urfa1.com.   [2017-06-25]. （原始内容存档于2014-03-25）.
32. ↑  .   [2015-08-03]. （原始内容存档于2015-07-05）.
33. ↑  .   [3 April 2022]. （原始内容存档于2021-09-03）.

## 外部連結
- （英文）—SIG Rifles－SIG SG 516
- （英文）—Owner’s Manual—
  - SIG SG 516
  - SIG SG 516 Gen 2（页面存档备份，存于）
- （英文）—Modern Firearms—SIG SG 516（页面存档备份，存于）
- （英文）—The Firearm Blog.com—
  - SIG 516 torture test（页面存档备份，存于）
  - SIG 516 in .300 BLK Coming 2012（页面存档备份，存于）
  - New: Sig Sauer rifle suppressor line（页面存档备份，存于）
  - SIG516: Sig Sauer enters the AR-15 market!（页面存档备份，存于）
  - LWRC files lawsuit against SIG Sauer over SIG516 Rifle（页面存档备份，存于）
  - Sig Sauer Ships Carbon Fiber 516 and M400 Rifles（页面存档备份，存于）
- （英文）—Tactical-Life.com—
  - SIG SAUER’S SIG516 PATROL（页面存档备份，存于）
  - Sig Sauer Carbon Fiber SIG516 and SIGM400（页面存档备份，存于）
  - SIG516 Operator（页面存档备份，存于）
  - SIG SAUER 516 AR-15（页面存档备份，存于）
  - Cincinnati SWAT selects SIG516 CQB; Delaware State Police pick SIG516.（页面存档备份，存于）
  - SIG Sauers ships first SIG516 rifles produced at Eckernförde plant.（页面存档备份，存于）
  - INSIDER’S LOOK!（页面存档备份，存于）
  - PISTON-DRIVEN ARs（页面存档备份，存于）
  - 25 New AR Rifles and Carbines for 2014（页面存档备份，存于）
  - Megapistols: 7 Big Firearms in Small Packages（页面存档备份，存于）
  - New For 2016: Sig Sauer’s Redesigned SIG516 G2 Rifle（页面存档备份，存于）
- （英文）—Personal Defense World.com—20 Home Defense Handguns To Protect You And Your Family（页面存档备份，存于）
- （英文）—Guns.com—
  - SIG Sauer Sig 516 Precision Marksman（页面存档备份，存于）
  - Delaware and Ohio law enforcement select SIG516 carbines and SBRs for duty（页面存档备份，存于）
  - SIG Sauer Sig 516 Patrol Basic Patrol Model（页面存档备份，存于）
  - SIG Carbon Fiber 516 and M400 rifles now shipping（页面存档备份，存于）
  - SIG Sauer Sig 516 Sports Configuration Model（页面存档备份，存于）
  - SIG Sauer’s Planning on a SIG516 in 300 BLK for 2012（页面存档备份，存于）
- （英文）—American Rifleman.org—SIG Sauer's SIG516: Expect the Unexpected
- （简体中文）—D Boy Gun World（槍炮世界）—SIG516/716（页面存档备份，存于）